# December 2005
Dit artikel geeft een chronologisch overzicht van alle belangrijke gebeurtenissen per dag in de maand december van het jaar 2005.

## Gebeurtenissen

### 1 december
- Kijkers van de Vlaamse televisie kiezen Pater Damiaan tot de Grootste Belg aller tijden in een rechtstreekse verkiezingsshow op Canvas.
- Philips en Inbev winnen een rechtszaak van Heineken over beertender, een tap om thuis bier te tappen.
- Medewerkers van de VARA protesteren tegen het plan van de Publieke Omroep om de omroepen hun "thuisnet" te ontnemen. In een aantal televisieprogramma's zijn alleen beelden te zien van het publiek.

### 2 december
- In de VS wordt Kenneth Lee Boyd met een dodelijke injectie omgebracht. Het is de 1000e executie aldaar sinds 1976.
- Bij een brand in een daklozenopvangcentrum in Saksen-Anhalt komen tien mensen om.

### 5 december
- In Afrika vindt er een zware aardbeving plaats met een kracht van 7,5 op de schaal van Richter. Het epicentrum lag onder het Tanganyikameer.
- Het proces tegen de vermeende leden van de Hofstadgroep begint in het extra beveiligde gerechtsgebouw in Amsterdam-Osdorp.

### 6 december
- Een Iraans militair vliegtuig stort tijdens een noodlanding neer op een flatgebouw in Teheran.
- De Spaanse autoriteiten ontruimen het vliegveld van Santander na een terreurdreiging van de ETA.

### 7 december
- Bij de parlementsverkiezingen in Egypte komen zes aanhangers van de islamistische Moslimbroederschap om bij rellen die ontstonden doordat zij verhinderd werden te stemmen.
- Het 'gat' in de ozonlaag boven Antarctica herstelt zich volgens een Amerikaans-Canadees onderzoek langzamer dan tot nu toe werd verwacht.

### 8 december
- De AIVD eist van Peter R. de Vries teruggave van diskettes die een agent van de dienst in zijn auto had laten liggen. Zij zouden staatsgeheimen bevatten.
- Een anderhalve meter grote maraboe, die maanden geleden uit Diergaarde Blijdorp (Rotterdam) ontsnapte, is weer terecht. Hij werd in het Groningse Zevenhuizen teruggevonden en gevangengenomen.

### 9 december
- Het Nederlands elftal wordt in de loting voor het Wereldkampioenschap voetbal 2006 gekoppeld aan de elftallen van Argentinië, Ivoorkust en Servië en Montenegro.
- De geomagnetische noordpool beweegt zich naar het zuiden. Over 50 jaar zou deze pool zich in Siberië kunnen bevinden.
- Minister Verdonk (Vreemdelingenzaken en Integratie) moet opnieuw bekijken of Feyenoorder Salomon Kalou in aanmerking komt voor een versnelde naturalisatieprocedure.

### 10 december
- In Vanuatu slaan circa 5000 inwoners op de vlucht voor een mogelijke uitbarsting van de vulkaan de Manaro op het eiland Ambae.
- Sosoliso Airlines vlucht 1145 stort neer bij Port Harcourt in Nigeria. Meer dan 100 mensen komen hierbij om het leven.

### 11 december
- In Sydney breken rassenrellen uit na een betoging.
- Peter R. de Vries maakt staatsgeheimen bekend. Deze stonden op een diskette die was gevonden in een leaseauto.
- Rond zes uur lokale tijd wordt een serie ontploffingen gehoord in een olie opslagplaats in Hemel Hempstead nabij Londen. Zie Olie-opslagplaatsexplosies in Hemel Hempstead op 11 december 2005.

### 12 december
- Het SGP-hoofdbestuur beslist dat er toch vrouwen mogen staan op gecombineerde kandidatenlijsten van de SGP en de ChristenUnie bij de verkiezingen voor de gemeenteraad in Nederland in maart 2006.

### 13 december
- De brand in de olie-opslagplaats in Hemel Hempstead is eindelijk geblust.
- Bendeleider Stanley Williams wordt ondanks vele gratieverzoeken geëxecuteerd middels een dodelijke injectie.
- Alle vogels in Diergaarde Blijdorp worden ingeënt tegen vogelpest.
- In Spanje wordt huiszoeking gedaan in panden waar Tsjetsjenen verbleven hebben die iets te maken zouden kunnen hebben gehad met de moord op Theo van Gogh.

### 14 december
- Tijdens een toespraak voor een menigte in de Iraanse stad Zahedan verklaart de president van Iran Mahmoud Ahmadinejad dat de Holocaust nooit plaatsgevonden heeft en dat de staat Israël naar elders verplaatst moet worden.
- Een gouden horloge brengt op een veiling bij Sotheby's in Amsterdam het recordbedrag van 191 200 euro op.
- Volgens een onderzoek van de Britse krant The Guardian heeft NAC Breda de langste clubnaam ter wereld.
- Het Europees Parlement accepteert een voorstel voor de bewaarplicht. Voortaan kunnen gegevens over telefoongesprekken en e-mails tot twee jaar worden bewaard.

### 15 december
- In Irak vinden onder strenge veiligheidsmaatregelen voor het eerst volgens de nieuwe grondwet parlementsverkiezingen plaats.
- In Brussel vergadert de Europese Raad over de meerjarenbegroting van de EU.

### 16 december
- Peter R. de Vries gaat niet de Nederlandse politiek in. Uit een peiling blijkt dat 31 procent van de Nederlanders zijn partij PRDV een aanwinst vindt, en dat is 10% minder dan hij wilde.
- In verschillende steden op de Westelijke Jordaanoever wordt Hamas bij gemeenteraadsverkiezingen de grootste partij.

### 17 december
- De Europese regeringsleiders bereiken in Brussel een akkoord over de meerjarenbegroting van de EU.

### 18 december
- De Indiaanse leider Evo Morales wint de verkiezingen in Bolivia.
- Op de Wereldhandelstop in Hongkong is afgesproken dat de EU vanaf 2013 geen subsidie meer geeft voor de export van landbouwproducten.

### 19 december
- Volgens het Franse Nationaal Demografisch Instituut bereikt de wereldbevolking vandaag het getal van 6,5 miljard.
- De Vlaamse Elsie Ribbens wint in Den Haag de 16e editie van het Groot Dictee der Nederlandse Taal.
- De Vlaming Dennis Geleyn wint in Den Haag de 2e editie van het Groot Kinderdictee der Nederlandse Taal.

### 20 december
- In Nederland heeft een meerderheid van de Tweede Kamer een voorkeur voor een verbod op het dragen van een boerka.
- In Pennsylvania besluit een rechter dat de theorie van Intelligent design niet op openbare scholen mag onderwezen worden.

### 21 december
- In Gaza worden een Nederlandse schooldirecteur en zijn Australische adjunct-directeur ontvoerd. Acht uur later worden ze weer vrijgelaten.

### 22 december
- De gemeente Haarlemmermeer verliest een kort geding dat ze had aangespannen tegen de staat, nadat Minister Donner via een kroonbesluit het controversiële cellencomplex bij Schiphol had opengehouden.

### 23 december
- De zakenman Frans van Anraat wordt veroordeeld tot 15 jaar gevangenisstraf wegens medeplichtigheid bij oorlogsmisdaden van het regime van Saddam Hoessein.
- Bezoekers van de website van de Volkskrant kiezen Rachel Hazes als Nederlander van het jaar.

### 24 december
- In Rotterdam breekt een leiding van de stadsverwarming. Kokend water stroomt onder andere de Coolsingel en de Koopgoot in.

### 26 december
- In Vrouwenpolder spoelt een kleine maanvis aan en in Domburg een dode bruinvis.

### 28 december
- Brazilië boort voor de kust een groot olieveld aan, waarvan de geschatte opbrengst 700 miljoen tot 1 miljard vaten (van 159 liter) is.
- De ESA lanceert de eerste testsatelliet voor het Galileo-project, als tegenhanger van het Amerikaanse systeem voor GPS.

### 31 december
- De Italiaanse politie neemt 500 kilo Ratzinger-rotjes in beslag. Het illegale vuurwerk is genoemd naar paus Benedictus XVI.

<< · januari · februari · maart · april · mei · juni · juli · augustus · september · oktober · november · december · >>